# Стриженов, Олег Александрович
Оле́г Алекса́ндрович Стриже́нов (10 августа 1929, Благовещенск, Дальневосточный край — 9 февраля 2025, Москва) — советский и российский актёр театра и кино. Народный артист СССР (1988). Академик Национальной академии кинематографических искусств и наук России.
В творчестве артиста более трёх десятков киноролей. К числу его лучших ролей относятся роли в таких кинофильмах как «Овод» (1955), «Сорок первый» (1956), который был удостоен специальной награды X Каннского кинофестиваля (1957), «Белые ночи» (1959), признанного одним из лучших фильмов 1960 года по решению Британского киноинститута, «Звезда пленительного счастья» (1975) и «Приступить к ликвидации» (1983).

## Биография
Родился 10 августа 1929 года в Благовещенске Дальневосточного края (ныне — Амурской области) в семье военного. Его отец, выпускник Петербургской Николаевской кавалерийской школы, стал красным командиром и к 35 годам был уже комбригом. Кроме Олега, в семье было ещё два мальчика.
В 1935 году Стриженовы приехали в Москву. По воспоминаниям Олега Стриженова, они жили хорошо, пока не началась война:
Когда это случилось, я был в подмосковном пионерском лагере. Вернулись в июле, ровно к первой бомбёжке. Потом бомбили каждый день. Уши раздирало от свиста летящих бомб и грохота взрывов. Помню толпы людей с тюками, с детьми. Помню бесконечные поиски еды и стояние в очередях с продуктовыми карточками. А потом вдруг стало жутко холодно, и вся жизнь сосредоточилась вокруг одной буржуйки.
Окончив в 1944 году 7-й класс, Олег устроился помощником механика в Научно-исследовательский кинофотоинститут (НИКФИ), а в возрасте 16 лет его «отправили на трудовой фронт — строить Павелецкий вокзал и прокладывать железную дорогу для электричек…».
Именно поэтому в конце 40-х годов он поступил на художественно-бутафорский факультет Московского театрально-художественного училища, где буквально влюбился в театр и решил связать с театром свою судьбу.
В 1949 году Олег подал документы в театральное училище имени Б. Щукина при Театре имени Евгения Вахтангова на актёрский факультет и, удачно сдав экзамены, был принят в студенты. В период учёбы в «Щуке» ему приходилось играть самые разные роли, а в 1955 году на экраны страны вышел фильм «Овод», главную роль в котором сыграл молодой актёр.
Учился в Театральном художественно-техническом училище (ТХТУ) на бутафорском отделении.
В 1953 году окончил Театральное училище имени Б. В. Щукина и стал актёром Государственного русского драматического театра Эстонской ССР в Таллине (ныне Русский театр Эстонии).
Проработав один сезон в Таллине, переехал сначала в Ленинград, где служил сезон 1954—1955 года в Театре драмы имени А. С. Пушкина, а затем и в Москву.
С 1957 по 1966 годы состоял в труппе Театра-студии киноактёра.
С 1966 по 1976 годы состоял в труппе МХАТа, хотя на этой сцене начал играть ещё с сезона 1963/1964-х годов.
В 1977 году вернулся и до конца жизни состоял в труппе Театра-студии киноактёра (ныне — Мастерская «12» Никиты Михалкова).

### Творческая карьера

#### «Овод»
Дебютом Стриженова в кино стала роль Артура в драме «Овод» (1955), снятом режиссёром Александром Файнциммером по мотивам одноимённого романа английской писательницы Этель Лилиан Войнич. Данный кинофильм рассказывает о подпольной борьбе итальянских патриотов против австрийских оккупантов за независимость своей родины.
Участники киногруппы картины «Овод» увидели артиста на одном из спектаклей пьесы «Без вины виноватые» в Русском драматической театре города Таллина. Режиссёр Файнциммер перепробовал множество актёров — кроме Стриженова, отвергнутого им сразу, после первого же взгляда на фотографию. Однако ни один из прошедших кинопробы актёров режиссёра не устраивал. Тогда уже просто от отчаяния и нехватки времени Стриженова вызвали из Таллина.
Стриженов создал романтический образ юноши, а затем мужественного борца-гарибальдийца. Автор колонки «Молодая Италия. Фильм о героях „Овода“», опубликованной в одном из апрельских номеров газеты «Вечерняя Москва» за 1955 год, писал:
Роль Артура удачно сыграл молодой актёр О. Стриженов. В начале фильма восторженный, несколько экзальтированный молодой человек, Артур затем предстаёт перед зрителем исполненным внутренней силы. Её нельзя не чувствовать, несмотря на подчёркнуто спокойный, даже иронический тон речей Овода. Особенно хорошо актёр проводит драматические сцены с Монтанелли.
В журнале «Советский экран» за 1957 год напечатано: «Стриженову удалось не только внешне воспроизвести облик Артура-Овода, но и, что самое важное, зажить мыслями и чувствами своего героя, усвоить его манеру думать, чувствовать, действовать».

#### «Мексиканец»
Сразу же после «Овода» Стриженов сыграл две роли в героико-приключенческом фильме «Мексиканец» режиссёра Владимира Каплуновского, снятом по мотивам одноимённого рассказа Джека Лондона. Актёр снялся в главной роли Фелипе Риверы (он же Хосе Фернандес) и в небольшой роли его отца Хоакина Фернандеса.
По сюжету мексиканские патриоты-революционеры готовят восстание, но им необходимы деньги для приобретения винтовок. И Ривера зарабатывает деньги для помощи им, выступая на ринге. В роли его главного противника, сильнейшего боксёра Америки Дэнни Уорда, снялся чемпион СССР в полутяжёлом весе Геннадий Степанов. Актёру необходимо было научиться боксировать. Согласно статье в «Советском экране» от 1957 года: «Не раз на тренировках Олег летел на пол от удара партнёра, но зато впоследствии, после выхода на экран фильма, знатоки утверждали, что они увидели настоящий бокс». По словам кинорежиссёра и сценариста, народного артиста РСФСР В. И. Ускова, сказанным им в 2014 году, «в „Мексиканце“ он великолепно дрался».

#### «Сорок первый»
В 1956 году режиссёр Григорий Чухрай поставил на киностудии «Мосфильм» героико-революционную драму «Сорок первый», что стало второй экранизацией одноимённой повести Бориса Лавренёва. В данной кинокартине Стриженов сыграл роль белогвардейца Говорухи-Отрока, а его партнёршей по роли красноармейца Марютки стала Изольда Извицкая.
На фильм пробовались парами: Извицкая со Стриженовым и Юрий Яковлев с Светланой Харитоновой. Последние не прошли пробы. Киновед Армен Медведев писал: «Не знаю, может быть, это уже воздействие фильма, но мне и в пробах больше понравились Стриженов и Извицкая. Говорили, Иван Пырьев очень настаивал на том, чтобы снимался дуэт Яковлев — Харитонова».
Театровед и киновед Исаак Шнейдерман писал:
Идеальное совпадение внешних данных и нервной организации актёра с требованиями роли — счастливый фундамент образа, созданного талантливым, умным
трудом. Стриженов постиг душу роли. Располагая урезанным, «спрессованным» текстом, не вместившим ряда важных тем, он восполнил потери и нужное досказал без слов, всей правдой существования на экране.
Анализируя игру актёров, кинокритик и киновед, доктор искусствоведения Ростислав Юренев со своей стороны писал следующее:
Каждая новая роль Олега Стриженова всё больше раскрывает дарование молодого актёра. Сложная и горькая жизнь лепила характер поручика Говорухи-Отрока. Презрение к опасности и к людям, душевная теплота, пробивающаяся сквозь цинизм и озлобленность, барская изнеженность и солдатская закалённость — все эти противоречивые качества Стриженов играет отчётливо и тонко… Извицкая и Стриженов прекрасно играют напряжённый дуэт, в котором растущая любовь не сближает, а отталкивает двух молодых людей, столь непоправимо разных по мироощущению, языку, убеждениям и стремлениям. Влюблённость, сближение, счастье, откровенность, ссора, примирение и трагический финал — все перипетии обычной и необычной, счастливой и несчастной любви Марютки к своему непримиримому врагу — сыграны молодыми актёрами с настоящим чувством и хорошим мастерством.
На X Международном Каннском кинофестивале, состоявшемся в 1957 году, кинофильму «Сорок первый» была присуждена специальная премия «За оригинальный сценарий, гуманизм и высокую поэтичность». Экспансивные французы назвали Стриженова «советским Жераром Филипом».

#### Последующие работы
Следующей удачной ролью актёра стал Афанасий Никитин в совместном советско-индийском фильме «Хождение за три моря» (1958). Затем последовали запоминающиеся работы в фильмах «Капитанская дочка», «Белые ночи», «Оптимистическая трагедия», «Третья молодость», «Неподсуден».
За актёром прочно закрепилось звание одного из самых романтических героев советского кинематографа. Кинокритик Вита Рамм указывала, что «блондина Олега Стриженова и брюнета Василия Ланового записали в романтики, воплощение советской чувственности и мужественности». На задней обложке 18-й номера журнала «Советский экран» за 1988 год, где были размещены фото Аллы Ларионовой, Олега Стриженова и Владимира Дружникова, под фото Стриженова читаем: «С Олегом Стриженовым ворвалась на экран романтическая стихия: „Овод“, „Мексиканец“, „Сорок первый“».
В художественном фильме «Северная повесть» (реж. Евгений Андриканис), снятом в 1960 году по одноимённой повести Константина Паустовского, Стриженов сыграл роль Павла Бестужева. Кинокритик Ю. Ханютин считал, что роль декабриста Бестужева в исполнении Стриженова сыграна им удивительно слабо: «„Холод в сердце“, который у Бестужева был предвестником скорых и безрассудных решений, в этой роли Стриженова становится постоянным качеством актёрской игры».
Режиссёр фильма «Война и мир» Сергей Бондарчук рассматривал Стриженова сначала на роль Долохова, а затем и князя Андрея Болконского. После удачных проб Стриженов был утверждён на роль Болконского, но отказался сниматься из-за конфликта с Бондарчуком и желания больше уделять времени театру.
Заметной работой в середине 1970-х стал фильм Владимира Мотыля «Звезда пленительного счастья», где Стриженов сыграл роль князя Сергея Волконского. Роль супруги Волконского Марии Николаевны исполнила Наталья Бондарчук. Стриженов и Наталья Бондарчук вновь встретились на съёмочной площадке спустя пять лет в фильме Сергея Герасимова «Юность Петра», где Стриженов исполнил роль князя Василия Голицына, а Бондарчук — царевны Софьи.

#### «Приступить к ликвидации»
По роману Эдуарда Хруцкого «Четвёртый эшелон» режиссёром Борисом Григорьевым в 1983 году был снят двухсерийных детективный фильм «Приступить к ликвидации». Автором сценария был сам писатель. В этой кинокартине Стриженов сыграл полковника милиции Ивана Данилова, прототипом которого был полковник Игорь Скорин. Кинорежиссёр стремился подобрать на роль Данилова актёра, похожего на Скорина, что ему вполне удалось — по словам самого Хруцкого, «главного героя блистательно сыграл Олег Стриженов». По рассказу Лионеллы Стриженовой:
Иногда мне приходилось Олегу Александровичу объяснять, почему имеет смысл сниматься в той или иной картине. К примеру, он категорически отказывался играть милиционера в картине «Приступить к ликвидации». Удивлялся: «Какой же из меня мент?!» Я ему предложила: «А ты покажи, каким должен быть милиционер». И он действительно своей ролью в этом фильме создал своеобразный эталон человека в погонах. Как-то я пришла по делам в ЦК КПСС, и завотделом культуры мне сказал: «Какая же потрясающая роль у Олега Александровича!» Я всё никак не могла понять, что он имеет в виду. Оказалось, он говорил именно про ту роль милиционера. Так получилось, что в год выхода «Приступить к ликвидации» была учреждена премия МВД. И Олег Стриженов стал первым, кто её получил.

### Смерть
Скончался 9 февраля 2025 года в возрасте 95 лет в больнице в Москве, куда был ранее госпитализирован, где перенёс ишемический инсульт.
Отпевание артиста прошло 12 февраля 2025 года в Храме Святителя Николая на Трёх Горах. Похоронен на Троекуровском кладбище (участок № 21).

## Семья
Отец — Александр Николаевич Стриженов (1899—1978), полковник, участник Гражданской и Великой Отечественной войн.
Мать — Ксения Алексеевна Стриженова (1899—1971), окончила Санкт-Петербургскую Мариинскую женскую гимназию и Смольный институт, работала учительницей в России и в Финляндии.
Единоутробный брат (от первого брака матери) — Борис Александрович Стриженов (1919—1942), лейтенант Красной Армии, лётчик-истребитель, погиб под Сталинградом.
Брат — Глеб Александрович Стриженов (1925—1985), актёр, заслуженный артист РСФСР (1974).
Первая жена — Марианна Александровна Стриженова (1924—2004), актриса, заслуженная артистка РСФСР (1969). Познакомились в 1954 году во время съёмок фильма «Овод». Брак распался в 1968 году.
Дочь — Наталья Олеговна Стриженова (1957—2003), актриса.
Вторая жена — Любовь Васильевна Стриженова (в девичестве — Лифенцова, по первому мужу — Земляникина, 1940—2024), актриса МХТ, народная артистка РФ (1997). Вместе прожили шесть лет; развелись.
Сын — Александр Олегович Стриженов (род. 1969), актёр, режиссёр, сценарист. Женат на актрисе, телеведущей Екатерине Стриженовой (в девичестве Токмань) (род. 1968).
Третья жена (1976—2025) — Лионелла Стриженова (урождённая Скирда, род. 1938), актриса, заслуженная артистка РСФСР (1991). Ранее была супругой кинорежиссёра, сценариста, народного артиста СССР Ивана Пырьева (1901—1968).

## Награды и звания
Государственные награды:
Почётные звания:
- Заслуженный артист РСФСР (1964)
- Народный артист РСФСР (1969)
- Народный артист СССР (1988)

Ордена и медали:
- Медаль «За доблестный труд в Великой Отечественной войне 1941—1945 гг.» (1945)
- Медаль «За доблестный труд. В ознаменование 100-летия со дня рождения Владимира Ильича Ленина»
- Медаль «Тридцать лет Победы в Великой Отечественной войне 1941—1945 гг.»
- Медаль «Сорок лет Победы в Великой Отечественной войне 1941—1945 гг.»
- Медаль «50 лет Победы в Великой Отечественной войне 1941—1945 гг.»
- Медаль «60 лет Победы в Великой Отечественной войне 1941—1945 гг.»
- Медаль «65 лет Победы в Великой Отечественной войне 1941—1945 гг.»
- Медаль «70 лет Победы в Великой Отечественной войне 1941—1945 гг.»
- Медаль «Ветеран труда»
- Медаль «В память 800-летия Москвы»
- Медаль «В память 850-летия Москвы»
- орден «За заслуги перед Отечеством» III степени (30 июля 1999) — за выдающийся вклад в развитие отечественного киноискусства[32]
- орден «За заслуги перед Отечеством» II степени (19 октября 2004) — за выдающиеся заслуги в области киноискусства и многолетнюю творческую деятельность[33]

Другие награды, поощрения и общественное признание:

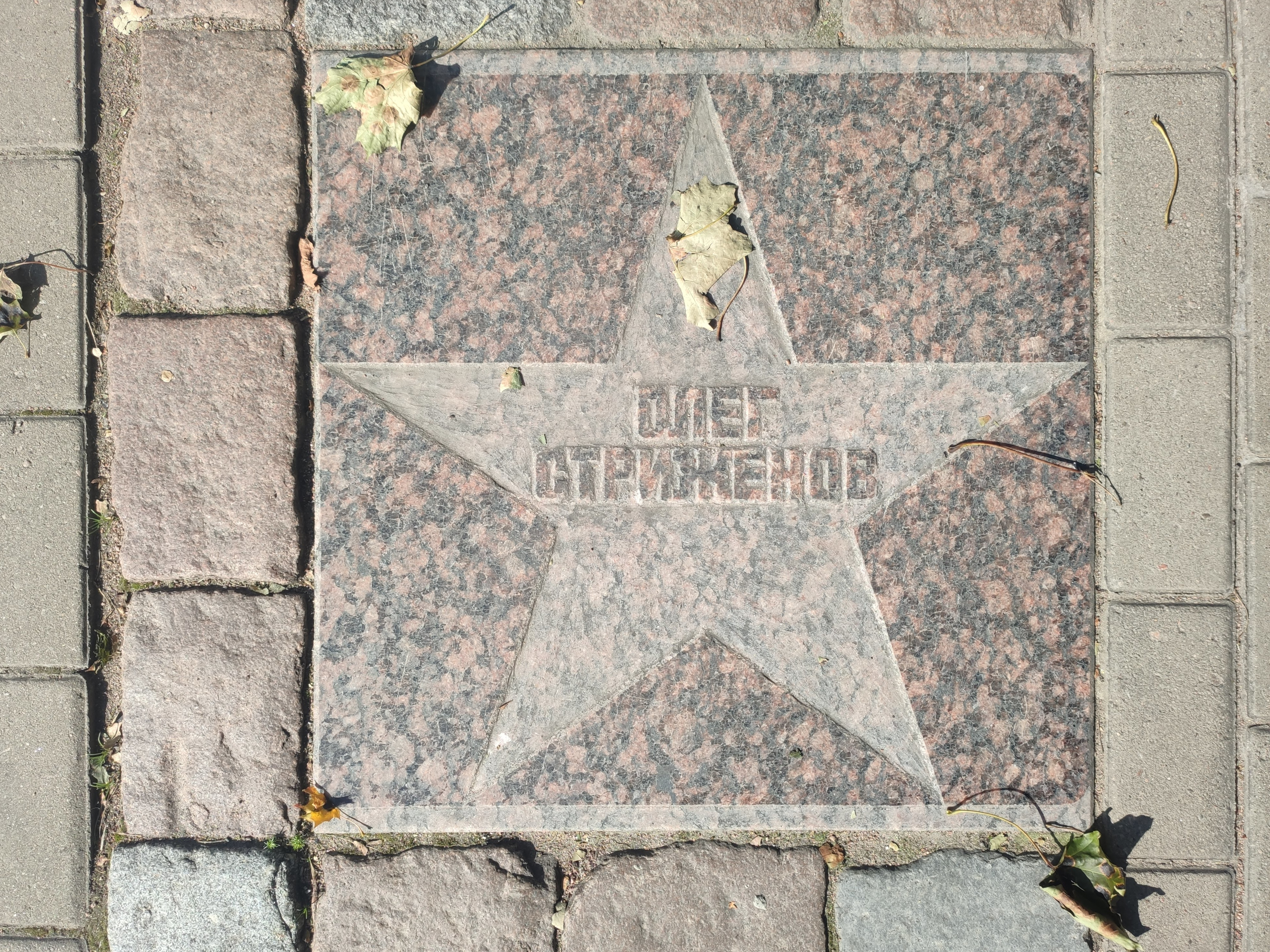
Звезда Олега Стриженова на Аллее актёрской славы в Выборге

- Расширенной конференцией Союза кинематографистов СССР на «Мосфильме» был признан лучшим актёром года за роль Поручика в фильме «Сорок первый» (1956)
- Кинофестиваль молодых кинематографистов киностудии «Мосфильм» (1956, Премия за лучшую мужскую роль, фильм «Сорок первый»)
- Золотая медаль и премия Музыкального фонда России имени Ирины Архиповой за гениальное воплощение образа Германна в фильме «Пиковая дама» (1960, «Ленфильм»)
- VI Международный кинофестиваль в Триесте (Италия) (1968, Приз «Серебряный астероид» за лучшее исполнение главной мужской роли, фильм «Его звали Роберт»)
- Лучший актёр 1970 года (за роль лётчика Егорова в фильме «Неподсуден») по опросу журнала «Советский экран»
- Большая золотая медаль А. С. Пушкина
- Премия МВД СССР (1984, за роль полковника Данилова в фильме «Приступить к ликвидации»)[34]
- VIII открытый фестиваль кино стран СНГ и Балтии «Киношок» в Анапе (1999, Почётный приз «Госпожа удача» имени П. Луспекаева «За мужество и выдающиеся заслуги в творчестве»)
- Международный фестиваль актёров кино «Созвездие» (1999, Приз Гильдии актёров кино России «за выдающийся вклад в профессию»)
- Почётная грамота Правительства Российской Федерации (4 декабря 1999) — за выдающийся вклад в развитие отечественного киноискусства, многолетний плодотворный труд и в связи с 70-летием со дня рождения[35]
- Кинофестиваль «Золотой Пегас-2000» (Приз «Золотой Пегас» за лучшее исполнение мужской роли, фильм «Вместо меня»)
- Приз Всероссийского Шукшинского кинофестиваля на Алтае
- Приз на кинофестивале в Гатчине
- Приз на кинофестивале во Владикавказе
- Премия «Золотой орёл» (Почётный приз «За вклад в отечественный кинематограф», 2009) (2010)

## Творчество

### Роли в театре

#### Государственный русский театр драмы (Таллин, Эстонская ССР)
- «Беспокойный характер» Л. Н. Рахманова — очеркист Груздь
- «Над Днепром» А. Е. Корнейчука — Нетудыхата
- «Без вины виноватые» А. Н. Островского — Незнамов

#### МХАТ СССР имени М. Горького
- 1964 — «Егор Булычов и другие» М. Горького — Степан Тятин
- 1964 — «Мария Стюарт» Ф. Шиллера — Мортимер
- 1967 — «Без вины виноватые» А. Н. Островского — Незнамов
- 1968 — «Три сестры» А. П. Чехова — барон Тузенбах
- 1968 — «Чайка» А. П. Чехова — Треплев
- 1973 — «На всякого мудреца довольно простоты» А. Н. Островского — Глумов
- 1974 — «Медная бабушка» Л. Г. Зорина — император Николай I

#### Государственный театр киноактёра
- «Сергей Есенин» — чтецкая программа
- «Анна Снегина», сценическая композиция — Сергей Есенин
- «Маскарад», сценическая композиция — Арбенин
- «Широкая масленица», инсценировка — Егор Иваныч

### Телеспектакли
- 1963 — «Рассказ о первой любви» — Капитан
- 1971 — «Двадцать лет спустя» — Атос
- 1974 — «Чайка» — Треплев

### Дом звукозаписи — Государственное радио (Золотой фонд)
- «Три мушкетёра», инсценировка — д’Артаньян
- «Дон Карлос», радиоспектакль — Дон Карлос
- «Тропою грома», радиоспектакль — Том
- «Спартак», радиокомпозиция — Спартак
- «Третье купе», радиоспектакль — Сергей Есенин
- «Анна Снегина», радиокомпозиция — Сергей Есенин
- «Жорж Санд», радиоспектакль — Шопен
- «Ференц Лист», радиоспектакль — Лист
- «Маскарад», радиоспектакль — Арбенин
- «Егор Булычов и другие», спектакль МХАТ — Тятин
- «Без вины виноватые», спектакль МХАТ — Незнамов
- «Чайка», спектакль МХАТ — Треплев
- «Письмо матери», «Ответ», «Чёрный человек» — Сергей Есенин
- 1968 — «Айвенго», радиоспектакль — Айвенго

### Роли в кино
| Год  |   | Название                     | Роль                                                  |
| ---- | - | ---------------------------- | ----------------------------------------------------- |
| 1955 | ф | Овод                         | Артур Бертон, он же Овод / Феличе Риварес             |
| 1955 | ф | Мексиканец                   | Хосе Фернандес, он же Фелипе Ривера                   |
| 1956 | ф | Сорок первый                 | поручик Вадим Николаевич Говоруха-Отрок               |
| 1958 | ф | Хождение за три моря         | Афанасий Никитин                                      |
| 1958 | ф | Капитанская дочка            | Пётр Гринёв                                           |
| 1959 | ф | В твоих руках жизнь          | Дудин                                                 |
| 1959 | ф | Белые ночи                   | мечтатель                                             |
| 1960 | ф | Северная повесть             | Павел Бестужев                                        |
| 1960 | ф | Пиковая дама                 | Герман                                                |
| 1961 | ф | Дуэль                        | Иван Лаевский                                         |
| 1961 | ф | Трус / Zbabelec              | партизан Олег                                         |
| 1962 | ф | В мёртвой петле              | Сергей Уточкин                                        |
| 1963 | ф | Оптимистическая трагедия     | первый офицер                                         |
| 1964 | ф | Три сестры                   | барон Тузенбах                                        |
| 1965 | ф | Третья молодость             | Пётр Ильич Чайковский                                 |
| 1966 | ф | Перекличка                   | Бородин                                               |
| 1967 | ф | Прощай                       | лейтенант Олег Старыгин                               |
| 1968 | ф | Его звали Роберт             | Сергей / Роберт                                       |
| 1969 | ф | Неподсуден                   | лётчик Егоров                                         |
| 1970 | ф | Миссия в Кабуле              | Роман Лужин                                           |
| 1972 | ф | Земля, до востребования      | Лев Маневич / Конрад Кертнер / Яков Никитич Старостин |
| 1975 | ф | Последняя жертва             | обедневший дворянин Дульчин                           |
| 1975 | ф | Звезда пленительного счастья | князь Сергей Григорьевич Волконский                   |
| 1978 | ф | Карл Маркс. Молодые годы     | Ламенне                                               |
| 1980 | ф | Юность Петра                 | князь Василий Васильевич Голицын                      |
| 1983 | ф | Приступить к ликвидации      | Иван Александрович Данилов                            |
| 1985 | ф | Господин Великий Новгород    | Алексей Бородин                                       |
| 1986 | ф | Мой любимый клоун            | Дим Димыч                                             |
| 1987 | ф | Акция                        | Кареев                                                |
| 1987 | ф | Оглашению не подлежит        | князь Ухтоминский                                     |
| 2000 | ф | Вместо меня                  | Гагарин                                               |
| 2006 | ф | Пять звёзд                   | директор отеля                                        |

### Озвучивание
- 1959 — Эхо — Янис (роль В. Я. Зандбергса)
- 1980 — Через тернии к звёздам — Глан (роль Г. А. Стриженова) (озвучание новой версии)
- 1994 — Легенда горы Тбау

### Участие в фильмах
- 1959 — Звёзды встречаются в Москве (документальный)
- 1974 — Мир Николая Симонова (документальный)

## Документальные фильмы и телепередачи
- «Олег Стриженов. „Герой не нашего времени“» («Первый канал», 2004)[36]
- «Олег Стриженов. „Любовь всей жизни“» («Первый канал», 2014)[37][38]
- «Олег Стриженов. „Никаких компромиссов“» («ТВ Центр», 2014)[39]